# 894 км (колійний пост)
894 км — колійний пост Шевченківської дирекції Одеської залізниці.
Розташований поблизу промзони Смілянського шосе на південно-західній околиці Черкас, Черкаський район, Черкаської області на лінії Імені Тараса Шевченка — Золотоноша I між станціями Білозір'я (11 км) та Черкаси (4 км).
Має виключно технічне значення, приміські поїзди зупинку не здійснюють, однак згідно тарифного керівництва, пост відкритий по категорії посадки та висадки пасажирів на приміські поїзди.

## Історія
Дата відкриття не встановлена, однак можна припустити, що пост було відкрито після 1981 року.